# Por Roja

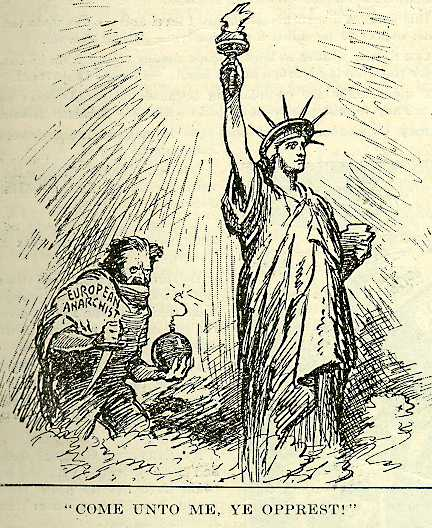
Gravat estatunidenc de 1919, al qual un "anarquista europeu" ataca l'estàtua de la llibertat de Nova York

La Por Roja (en anglès, Red Scare) és el nom amb què es coneixen dues èpoques especialment anticomunistes i antianarquistes al segle xx i als Estats Units. La característica principal d'aquests temps és la por generalitzada d'una possible infiltració comunista o anarquista al si del seu govern, afectada d'una criminalització extrema de l'opinió política comunista o anarquista.
La primera època de Por Roja va començar amb la Revolució Russa de 1917 i es va estendre fins a 1920.
La segona, el maccarthisme, va tenir lloc a partir de la fi de la Segona Guerra Mundial i durant els anys 50, en el context de la guerra freda. Aquesta por va alimentar la "caça del roig", la creació de llistes negres, l'empresonament i la deportació de persones sospitoses de simpatitzar amb el comunisme, l'anarquisme o altres ideologies d'esquerres.